# نشان دنبرو
نشان دَنِـبرو (دانمارکی: Dannebrogordenen) یک نشان سلحشوری دانمارکی که توسط کریستیان پنجم در سال ۱۶۷۱ بنا نهاده شد. تا سال ۱۸۰۸ داشتن این نشان محدود به تنها ۵۰ عضو خانواده سلطنتی یا اشراف‌زادگان بود که به مجموع آنها، شوالیه‌های سپید می‌گفتند تا از شوالیه‌های آبی که دارندگان نشان فیل بودند، متمایز باشند. در سال ۱۸۰۸ اصلاحاتی در اعطای این نشان انجام شد و به چهار رده طبقه‌بندی شد.
به عنوان مثال رده «فرماندهٔ بزرگ» مختص به شاهزادگانی است که ارتباط نزدیک با خانوادهٔ سلطنتی دانمارک دارند. از سال ۱۹۵۱ با انجام اصلاحاتی، هم شاهزادگان و هم شاهدخت‌ها می‌توانند این نشان را دریافت کنند.
امروزه این نشان به معنای بزرگداشت و سپاسگزاری از خدمت‌گزاران باوفای کشور دانمارک در زمینهٔ خدمات شایان نظامی یا مدنی و همچنین برای مشارکت ویژه در هنر، علم، بازرگانی یا برای کار و تلاش در جهت منافع دانمارک اهدا می‌شود.